# صموئيل برانان
صموئيل برانان هو محرر وشخصية أعمال وناشر وصحفي وسياسي أمريكي، ولد في 2 مارس 1819 في ساكو في الولايات المتحدة، وتوفي في 14 مايو 1889 في إسكونديدو في الولايات المتحدة. انتخب عضو مجلس ولاية كاليفورنيا ‏.